# Pierre Vermetten
Jean-Pierre Vermetten (Anversa, 6 febbraio 1895 – dicembre 1977) è stato un pallanuotista belga, vincitore di una medaglia d'argento all'olimpiade di Parigi 1924.